# Малый Гохар
Малый Гохар (перс. گهر کوچک‎ — Гохар-е-Кучакь/Гахар-е-Кучакь) — озеро на реке Тенге-Холевен, расположенное в провинции Лурестан на западе Ирана. Приблизительно в 85 км к востоку от крупного города Хорремабад, а также 25 км к юго-востоку от города Доруд.

## География
Озеро располагается в центральной части горной цепи Загрос, точнее — в аллювиальной долине, которая, подобно самой этой горной цепи, простирается в направлении с северо-запада на юго-восток. Долина окружена горами, в частности: Ошторан-Кухом (3888 м) на северо-востоке, а также Кух-е Тахт-е Калем (3107 м) — на юго-западе. Рядом с Малым Гохаром на расстоянии примерно 2500 м и на высоте над уровнем моря, меньшей на 75 м, расположено Ирин, который разделяет с ним сходные геоморфологические и лимнологические характеристики. Исследовавшие данный регион геологи первоначально предполагали, что западная плотина естественного происхождения возникла в результате оползня, который произошел из-за сильного произошедшего в доисторическую эпоху землетрясения. Однако последние исследования, проведенные в 2012 году, опровергли их утверждения и показали, что на самом деле Большой и Малый Гохар — ледникового происхождения, а преграда образовалась на основе морен двух северных ледников.
Добраться до Малого Гохара можно, пройдя 1700 м пешком от Большого Гохара. Чаще всего до этих двух озёр добираются по асфальтированной дороге, идущей из города Доруд в сторону деревни под названием «Дарб-е Астане-йе Эмамзаде-йе Пирвали», а затем — до источника Хийе (Хорм). От Доруда до источника — 17 км, а от источника до озёр — 18 км по караванной дороге. Чтобы по ней пройти, надо попросить у местных жителей вьючных животных. Иногда в районе озера останавливаются местные кочевые племена.

## Гидрология
Форма озера — вытянутая, и оно простирается в том же направлении, что и окрестные горы, в длину достигает до 400 м, а его средняя ширина составляет 70 м. Площадь поверхности Малого Гохара оценивается в 2800 га, объём его составляет приблизительно 56 тыс. м³, высота над уровнем моря — 2410 м, а самая большая глубина — 4,0 м. По северному берегу озера проходит местная автодорога, которая соединяется с государственной Автотрассой-62 около города Доруд на западе и около Элигудерза — на востоке. Малый Гохар западным потоком непосредственно гидрологически связан с Большим Гохаром, а его вода далее вытекает в Гохар-Руд, Дез, Карун и Арванд-Руд до Персидского залива. Малый Гохар водою обеспечивается прежде всего с помощью горных притоков, которые возникают в результате весеннего таяния ледников, а в его долине преобладает бореальный климат со среднегодовым количеством осадков, достигающим 700 мм. Для температуры озера характерна очень большая амплитуда. Поэтому температура колеблется от −30 °C в течение февраля и до максимума в 37 °C, который отмечается в августе.

## Флора и фауна
Растительный и животный мир Малого Гохара в целом одинаков с Большим Гохаром. Берега озера покрыты растущими здесь в изобилии ивами и более мелкими деревьями. Для любителей рыбной ловли имеется возможность ловить рыбу. Вообще, озеро изобилует декоративною рыбою. Подобно Большому Гохару, в Малом Гохаре встречается много важных видов улиток. Благодаря высокому биоразнообразию эти два озера вместе с окрестными горами объявлены защищённой зоной.